# Koffi Sama
Koffi Sama, né en 1944 à Amoutchou, est un homme politique du Togo. Il a été premier ministre du 29 juin 2002 au 9 juin 2005. Il est nommé par Gnassingbé Eyadema et confirmé à ce poste par son fils Faure Gnassingbé Eyadema avant de céder la place à Edem Kodjo.

## Biographie
Sama naît à Amoutchou dans la préfecture d'Ogou. Il est ministre de la Jeunesse, des Sports et de la Culture de 1981 à 1984, directeur régional du développement des régions rurales et maritimes de 1986 à 1990 et directeur général de la Société togolaise du coton (SOTOCO) de 1990 à 1996, avant de réintégrer le gouvernement en tant que ministre de la Santé, poste qu'il a occupé de 1996 à 1999.
Aux élections législatives de mars 1999, Sama a été élu à l'Assemblée nationale comme candidat au Rassemblement du peuple togolais (RPT) au pouvoir dans la troisième circonscription de la préfecture d'Ogou. Il se présente sans opposition et remporte le siège avec 100% des voix. Il est ensuite ministre de l'Éducation nationale et de la Recherche de 1999 à 2002. Le 7 décembre 2000, il devient est également secrétaire général du RPT.
Le président Gnassingbé Eyadéma a nommé Sama Premier ministre le 27 juin 2002, en remplacement d'Agbeyome Kodjo. Cette décision aurait été prise dans le cadre de la préparation des élections législatives qui se sont tenues plus tard dans l'année. Après la mort d'Eyadéma le 5 février 2005, Sama, en tant que Premier ministre, a annoncé la nouvelle, la qualifiant de « catastrophe nationale ». Sama a quitté ses fonctions le 9 juin 2005, quand il a été remplacé par Edem Kodjo.
Après avoir été Premier ministre, Sama est devenu conseiller spécial du président Faure Gnassingbé, avec le grade de ministre; il conserve ce poste depuis 2008. Il était le chef de la mission d'observation de la Communauté économique des États de l'Afrique de l'Ouest (CEDEAO) lors de l'élection présidentielle malienne d'avril 2007.
Sama était membre du RPT College of Sages.

## Décorations
- Grand officier de l'ordre du Mono (2005)[6]